# Andy Kerr (Politiker, 1962)

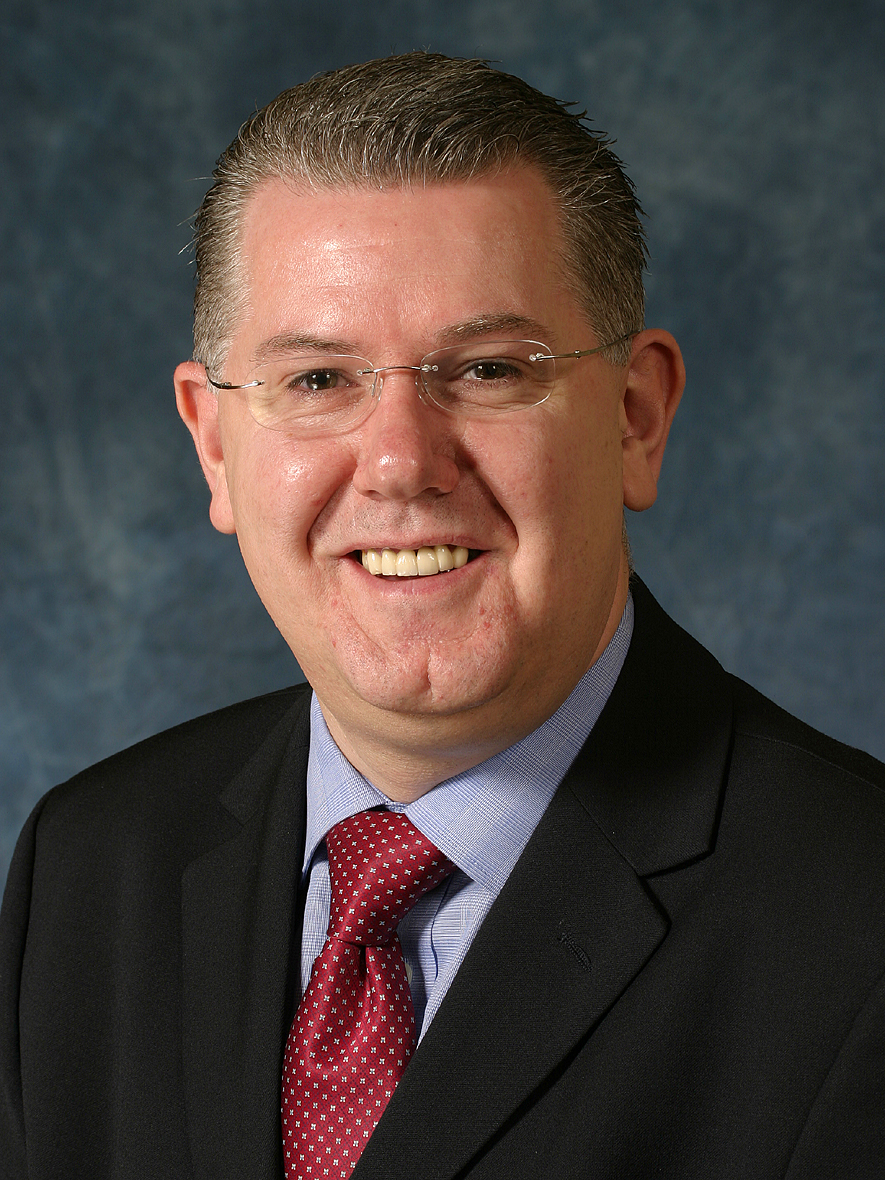
Andy Kerr

Andy Kerr (* 17. März 1962 in East Kilbride) ist ein schottischer Politiker und Mitglied der Labour Party.

## Leben
Kerr besuchte die Murray Primary School, die Claremont High School und das Glasgow College. Kerr belegte Sozialwissenschaften und schloss als Bachelor ab. Er lebt mit seiner Frau und drei Töchtern in Strathaven.

## Politischer Werdegang
Bei den Schottischen Parlamentswahlen 1999 trat Kerr als Kandidat der Labour Party für den Wahlkreis East Kilbride an. Mit deutlichem Vorsprung vor der Kandidatin der SNP, Linda Fabiani, errang er das Mandat und zog in das neugeschaffene Schottische Parlament ein. Bei den folgenden Parlamentswahlen 2003 und 2007 verteidigte er sein Mandat. Die Parlamentswahlen 2011 brachten einen Wechsel des Abgeordneten von East Kilbride, denn Linda Fabiani gelang es erstmals, den Wahlkreis für ihre Partei zu gewinnen.
Zwischen November 2001 und Oktober 2004 war Kerr schottischer Finanzminister und anschließend bis 2007 Gesundheitsminister. 2006 wurde Kerr für seinen Einsatz bei der Einführung des Rauchverbots in öffentlichen Gebäuden zum Schottischen Politiker des Jahres gewählt. In dem Schattenkabinett der Labour Party, das nach der landesweiten Wahlniederlage neu gebildet wurde, war Kerr als Finanz- und Wirtschaftsminister vorgesehen.